# Grusonia aggeria
Grusonia aggeria är en kaktusväxtart som först beskrevs av Ralston och Hilsenb., och fick sitt nu gällande namn av Edward Frederick Anderson. Grusonia aggeria ingår i släktet Grusonia och familjen kaktusväxter. Inga underarter finns listade i Catalogue of Life.